# Mečovka mexická
Mečovka mexická (Xiphophorus hellerii, česky též mečovka zelená) je paprskoploutvá ryba z čeledi živorodkovití (Poeciliidae).

## Popis
Obývá sladké a brakické vody Střední Ameriky, od Mexika po Honduras. Jméno mečovka je odvozeno od spodních paprsků ocasní ploutve samců, které jsou výrazně protažené a tvoří tak tzv. mečík, útvar připomínající meč. Mečovky mexické jsou oblíbené akvarijní ryby a byla vyšlechtěna celá řada jejich barevných i tvarových forem.
Mečovka mexická je vejcoživorodá, samec oplodňuje samici gonopodiem, pářícím orgánem tvořeným prodlouženými paprsky řitní ploutve, a samice rodí dobře vyvinutá živá mláďata.